# دگما (فیلم ۱۹۹۹)
دگما (به انگلیسی: Dogma) فیلم کمدی ۱۲۸ دقیقه‌ای به کارگردانی، نویسندگی و بازیگری کوین اسمیت در کنار بن افلک، مت دیمون و لیندا فیورنتینو است.

## داستان
دو فرشته شرور که به زمین رانده شده‌اند اکنون سعی دارند با یافتن یک راه گریز، دوباره به بهشت بازگردند. اگرچه در صورتی که در کارشان موفق شوند همه نسل بشر از بین خواهد رفت.

## جنجال
کلیسای کاتولیک به طنز این فیلم اعتراض کرد.